# Simbiosi (psicologia)
La simbiosi umana, in campo psicologico, è una forma di pensiero che determina un tipo di comportamento di stretta dipendenza. Per esempio si parla di relazione interpersonale simbiotica, come l'amicizia simbiotica, l'amore simbiotico o un matrimonio simbiotico, quando una persona o entrambe dipendono dall'altra persona, al punto da stare male o morire, quando l'altra persona si allontana o viene a mancare.
La mentalità simbiotica o propensione simbiotica del carattere o in breve, simbiosi si instaura nelle fasi precoci dello sviluppo infantile sulle quali si struttura la personalità adulta, a causa di una mancata differenziazione del sé dalla madre, nel rapporto materno-infantile.
Le conseguenze della simbiosi nell'età adulta sono problemi di tristezza, legati al sentirsi mancanti di una parte vitale, e delle modalità di comportamento, degli atteggiamenti mentali, dell'attitudine a superarli. 
Conseguenze più gravi, nei casi più evoluti, sono patologie franche di tipo fobico-ossessivo e di ansia con attacchi di panico oppure nei casi meno evoluti, in cui lo sviluppo psichico si è fermato o è regredito ad uno stadio più primitivo, si ha la schizofrenia. Queste affermazioni sulla schizofrenia attingono a teorie mai confermate scientificamente e origine di impedimenti al trattamento ad oggi più efficace nell'ambito delle psicosi.

## Sviluppo storico concettuale
Di simbiosi in termini psicologici ha incominciato a parlare nel secolo scorso, Margaret Mahler 1950, che era interessata allo sviluppo normale del bambino ma impiegava la maggior parte del proprio tempo con i bambini che avevano turbe psichiatriche e di come questi bambini cercavano di arrivare al "sé".
La sua teoria delle fasi dello sviluppo prevede:
1. una fase autistica, della durata di 1, 2 mesi, nella quale l'infante non percepisce nulla della realtà, al di fuori di sé stesso.
2. una fase simbiotica, dal 3º al 5º mese, nella quale l'infante incomincia ad esplorare ciò che è diverso dal proprio universo, non come entità unica e separata ma come estensione di sé.
3. una fase di individuata separazione, dal 5º al 36º mese, che consiste di 4 sub-fasi che si sovrappongono:
  1. Fase della differenziazione
  2. Fase della pratica
  3. Fase dell'approccio
  4. Fase della costanza d'oggetto

Questi problemi sono di carattere talmente generale che sulla simbiosi troviamo spunto in molte branche del sapere umano. La simbiosi umana è nota, oltre da un punto di vista psicologico anche in termini religiosi, cristiano, buddhista e in generale in tutte le religioni, anche le più primitive fino all'animismo e lo sciamanesimo. Dunque, se ne può parlare in qualsiasi termine, al di là di qualsiasi filosofia della vita, per il semplice motivo che indipendentemente da qualsiasi concezione del mondo, alla base della simbiosi psicologica, c'è sempre lo sviluppo della persona umana, normale o patologico che sia.